# Аленький цветочек (фильм)
«А́ленький цвето́чек» — советский художественный фильм-сказка, снятый в 1977 году режиссёром Ириной Поволоцкой на Киностудии имени М. Горького. Фильм снят по мотивам одноимённой сказки С. Т. Аксакова.

## Сюжет
Купец собрался в дальние страны и перед отъездом спросил трёх своих дочерей, каких гостинцев им привезти. Старшие попросили дорогих нарядов и украшений, а младшая Алёнушка — цветочек аленький, краше которого нет на белом свете. В процессе поисков цветочка любящий отец оказался на малонаселённом (всего три живые души) острове, где и нашёл требуемый подарок, который сорвал и тем самым обрушил на себя гнев его хозяина — чудища лесного. Но услышав о причине, он сжалился и сказал, что в наказание быть купцу у него вечным пленником. Тот пожелал проститься с дочками, а когда настал уже черёд возвращаться, Алёнка хитростью забрала у отца чудо-перстень и отправилась на остров сама.
На острове же находятся лишь лес, озеро и огромный дворец, где годами живёт отшельницей странная и загадочная женщина, а при ней ворчливый и правдивый старик-камердинер. Оба они помнят ещё давнюю жизнь «с маскарадами и фейерверками», да и камердинер не раз намекает своей подруге, что именно она заколдовала их юного принца. Трагичность и таинственность мудрой отшельницы и забота добродушного старика трогают Алёнушку, и она задерживается во дворце, также узнавая ближе и хозяина острова — обросшее мхом чудище с добрым сердцем и чуткою душою. Они влюбляются друг в друга. Несмотря на просьбы старшей приятельницы бежать оттуда, девушка не соглашается и решает отбыть лишь на побывку к отцу и сёстрам. Последние желают оставить её дома, но та всё же возвращается на остров и освобождает от проклятия своего возлюбленного. Им, в самом деле, оказывается принц — правитель здешнего государства. Отшельница же уезжает прочь вместе с любимцами — павлином и черепахой; с ней отправляется и камердинер, говоря, что здесь и без него обойдутся, а её он не оставит, пока «доброе сердце к ней не вернётся».

## В ролях
- Марина Ильичёва-Рыжакова — Алёна, младшая дочь Ерофеича
- Александр Абдулов — чудовище / принц
- Лев Дуров — Ерофеич, отец Арины, Акулины и Алёны, купец
- Ольга Токарева — Арина, старшая дочь Ерофеича (в титрах Ольга Корытковская)
- Елена Водолазова — Акулина, средняя дочь Ерофеича
- Алла Демидова — волшебница
- Алексей Чернов — старик-камердинер
- Валентин Гнеушев — Егорка
- Дмитрий Покровский — стражник / мужик в деревне (нет в титрах)
- Валерий Гаркалин — парень в деревне (нет в титрах)
- Вадим Урюпин — эпизод (нет в титрах)

## Съёмочная группа
- Автор сценария: Наталья Рязанцева
- Режиссёр: Ирина Поволоцкая
- Оператор: Александр Антипенко
- Художник: Константин Загорский
- Композитор: Эдисон Денисов
- Дирижёр: Юрий Николаевский

## Музыка
В фильме участвует ансамбль народной музыки под руководством Д. Покровского.